# Живильники для погрудкової подачі матеріалу

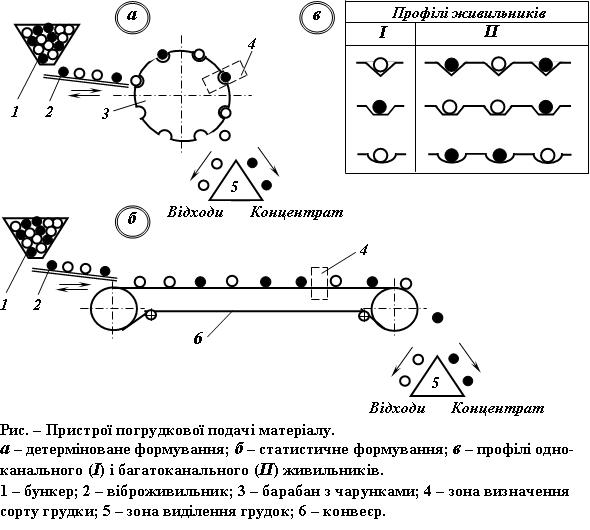

Живильники для погрудкової подачі матеріалу використовуються при сортуванні матеріалу за якоюсь ознакою (кольором, радіоактивністю тощо). Серед пристроїв формування погрудкової подачі (рис. ) можна виділити три види: детерміноване формування погрудкової подачі, статистичне формування погрудкової подачі і статистичне формування плоско-грудкової подачі.
В пристроях детермінованого формування погрудкової подачі матеріалу вузли захоплення грудок закріплюються на транспортному пристрої на однаковій відстані один від одного. Це забезпечує фіксоване чітко визначене положення грудок. Пристрої детермінованого формування використовують при сорту-ванні матеріалів правильної форми, наприклад, сферичній, при невеликій продуктив-ності, а також невеликій крупності матеріалу.
В пристроях статистичного формування погрудкової подачі задана відстань між сусідніми грудками забезпечується при перевантаженні матеріалу з одного транспортного пристрою на інший, який рухається з більшою швидкістю. Рух грудок одна за одною досягається профілюванням елементів транспортних пристроїв.
Статистичне формування плоско-грудкової подачі грудок, які розосереджені на площині з заданими відстанями між частинками по ходу і поперек руху, досягається засобами статистичного формування погрудкової подачі. Пристрої статистичного формування використовують при сортуванні матеріалів з грудками неправильної форми.